# Chlorophorus torquilla
Chlorophorus torquilla är en skalbaggsart som först beskrevs av Francis Polkinghorne Pascoe 1869.  Chlorophorus torquilla ingår i släktet Chlorophorus och familjen långhorningar. Inga underarter finns listade i Catalogue of Life.